# Општина Појана Лакулуј (Арђеш)
Појана Лакулуј (рум. Poiana Lacului) општина је у Румунији у округу Арђеш.
Oпштина се налази на надморској висини од 319 m.